# Лавса
43° 45′ 28″ N 15° 22′ 25″ E / 43.75778° С; 15.37361° И
Лавса је ненасељено острво у хрватском дијелу Јадранског мора. Налази се у Корнатском архипелагу југозападно од острва Корнат, од којег је удаљена око 1,5 km. Дио је Националног парка Корнати. Њена површина износи 1,78 km², док дужина обалске линије износи 9,938 km. Острво је подијељено на два дијела, већи, јужни дио на којем се налази највиши врх острва Вели врх висок 111 m и сјеверни, гдје највиши врх досеже висину од 70 m. Тај дио Лавсе је од сусједног острва Пишкере одвојен око 0,2 km широким морским пролазом Вратима од Лавсе. Грађена је од кречњака и доломита кредне, као и кречњака еоценске старости.
На острву се налази истоимено насеље које је већи дио године ненасељено. У римско доба на острву је била солана, а њен рад се одржао све до 14. вијека. Данас се солана налази испод нивоа мора. Од пољопривредних култура, на острву се узгајају маслине. Административно припада општини Муртер-Корнати у Шибенско-книнској жупанији.